# Josef Mocker

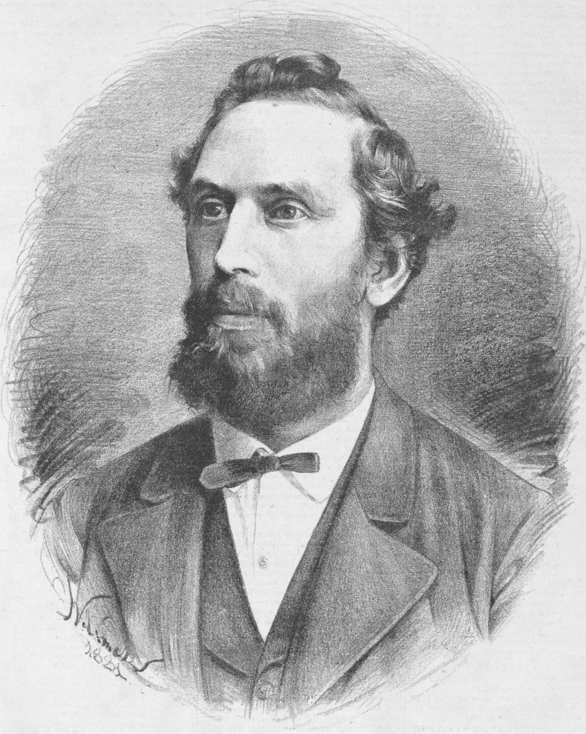
Josef Mocker.

Josef Mocker (22 de novembro de 1835 em Cítoliby - 15 de novembro de 1899 em Praga) foi um arquiteto e restaurador boêmio que trabalhou em um estilo neogótico purista.

## Visão geral
Mocker foi responsável pela restauração de muitos castelos da Boêmia e edifícios antigos em Praga. Seu trabalho despertou muita controvérsia, mas também contribuiu com muitos marcos importantes de Praga.
De 1879 a 1881, Mocker participou de uma reconstrução de Karolinum, hoje a sede da Universidade Carolina em Praga.

## Trabalhos
Aqui está uma lista parcial de suas obras de destaque:
- Reconstrução da Igreja de Santo Estêvão (Chrám sv. Štěpána) em Praga
- Reconstrução da Igreja sv. Jindřich (Chrám sv. Jindřicha) e seu campanário em Praga
- Reconstrução da Igreja de São Pedro (Chrám sv. Petra) em Poříčí, Praga
- Reconstrução da Catedral de São Pedro e São Paulo (Chrám sv. Petra a Pavla) em Vyšehrad, Praga
- Igreja de Santa Ludmila em Vinohrady, Praga
- Igreja de São Procópio em Žižkov, Praga
- Conclusão da Catedral de São Vito no Castelo de Praga
- Restauração do Castelo Karlštejn
- Reconstrução do castelo Konopiště
- Restauração do Castelo Křivoklát
- Restauração da torre da pólvora (Prašná Brána) em Praga
- Restauração da catedral de Kolín
- Restauração da Sinagoga Velha Nova em Josefov, Praga

## Galeria

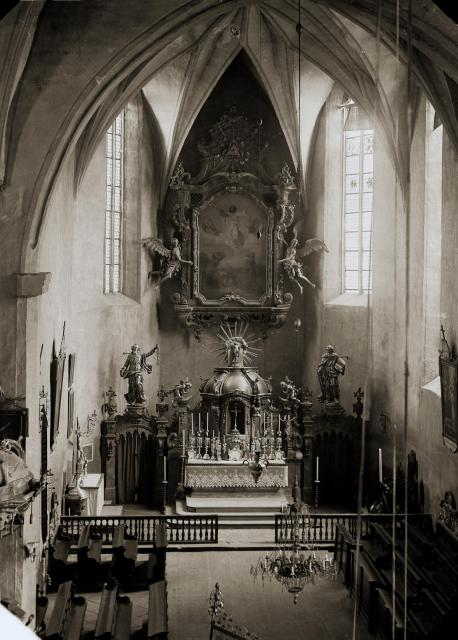
Igreja principal de Tábor antes da reconstrução por Josef Mocker em 1897. Fotografado por Ignác Šechtl
Igreja de São Pedro em Poříčí, Praga (XII ct., reconstruído em 1874 – 1879 por Josef Mocker)Igreja de São Pedro em Poříčí, Praga (XII ct., reconstruído em 1874 – 1879 por Josef Mocker)